# 스즈키 세이준
스즈키 세이준(일본어: 鈴木 清順1923년 5월 24일 ~ 2017년 2월 13일)은 일본의 영화 감독, 배우, 각본가이다.

## 감독 작품

### 작품 목록
- 《그림자 없는 소리》 (1958)
- 《야수의 청춘》 (1963)
- 《육체의 문》 (1964)
- 《동경 방랑자》 (1966)
- 《살인의 낙인》 (1967)
- 《지고이네르바이젠》 (1980)
- 《아지랑이좌》 (1981)
- 《유메지》 (1991)
- 《피스톨 오페라》 (2001)
- 《오페레타 너구리 저택》 (2005)